# 伊藤忠オリコ保険サービス
伊藤忠オリコ保険サービス (いとうちゅうオリコほけんサービス、ITOCHU Orico Insurance Services Co.,Ltd.) は、東京都港区北青山に本社を置く保険流通業（損害保険、生命保険、その他関連商品）を営む伊藤忠商事のグループ会社。

## 沿革
1985年に「コスモス・インシュアランス・サービス」として設立後、1996年に「伊藤忠保険サービス」と社名変更。その後2007年にオリエントコーポレーションの子会社であるオリコ商事の保険部門と事業統合をし、現在の社名となる。